# Thomas Villadsen
Thomas Villadsen (født 4. september 1984) er en dansk tidligere fodboldspiller og nuværende målmandtræner i Lyngby BK.

## Karriere

### Ungdom
Villadsen startede i Vanløse IF og spillede der indtil junioralderen, hvor han flyttede til Farum. Efterfølgende flyttede han til KB. I sin tid i KB, blev han indkaldt til det danske U/20 og U/21-landshold, men fik ikke debut på holdene, da han fungerede som reserve for Kevin Stuhr Ellegaard.

### FC København
Han underskrev sin første fuldtidskontrakt med FC København fra april 2006, hvor han spillede indtil sommeren 2007. Men han nåede aldrig at optræde på 1. holdet, da han var tredjevalg efter Magnus Kihlstedt og Benny Gall. 

### FC Emmen
Da hans kontrakt med FC København udløb i sommeren 2007 underskrev han en kontrakt med den hollandske klub FC Emmen i den næstbedste hollandske række. I sin første sæson med klubben, blev Villadsen både kåret til rækkens bedste målmand og FC Emmens bedste spiller.

### FC Nordsjælland (2009)
Da hans kontrakt med FC Emmen udløb i sommeren 2009, vendte han tilbage til Danmark og underskrev en tre måneder lang kontrakt med FC Nordsjælland. Han nåede ikke at spille nogen ligakampe for klubben, før han flyttede til den rumænske klub FC Ceahlăul Piatra Neamţ i februar 2010.

### FC Ceahlăul Piatra Neamţ
I februar 2010 indgik Villadsen en tre et halvt år lang kontrakt med den rumænske oprykkerklub FC Ceahlăul Piatra Neamţ. Villadsen kunne dog ikke forhindre at klubben rykkede ned i den næstbedste rumænske række i sommeren 2010. På trods af nedrykningen høstede Villadsen ros for sine præstationer og tiltrak sig tilsyneladende interesse fra rumænske topklubber. Efter halvanden år i klubben blev Villadsen i august 2011 udpeget til anfører i klubben. Herefter ventede et turbulent efterår, hvor Villadsen var ude og inde af førsteholdet, hvorefter han begyndte at se sig om efter en klub i den hjemlige Superliga.

### FC Nordsjælland
Den 5. juli 2012 meddelte de nykårede danske mestre FC Nordsjælland at de havde indgået en 2 årig kontrakt med Villadsen.
Det blev dog ikke til meget spilletid i FC Nordsjælland, hvor Villadsen kom til at stå i skyggen af førstemålmand Jesper Hansen. Det blev således kun til 2 kampe i pokalturneringen mod Svebølle og FC Midtjylland inden han i sommeren 2013 blev udlejet til AC Horsens i 1. division i det sidste år af kontrakten med FC Nordsjælland.

### FC Vestsjælland
Den 2. juli 2014 blev det offentliggjort, at kontraktløse Villadsen skiftede til FC Vestsjælland.

## Trænerkarriere
Mandag den 7. januar 2019 tiltrådte Thomas Villadsen som målmandstræner for Lyngby BK.